# Juliette Wytsman
Juliette Wytsman (née Trullemans; 14 de julho de 1866 - 8 de março de 1925) foi uma pintora impressionista belga. Ela foi casada com o pintor Rodolphe Wytsman. Suas pinturas estão nas coleções de vários museus na Bélgica.

## Vida
Wytsman nasceu como Juliette Trullemans em 14 de julho de 1866 em Bruxelas, na Bélgica.
Ela estudou pela primeira vez com Henri Hendrickx no Instituto Bischoffsheim em Bruxelas. Mais tarde, trabalhou na oficina de Jean Capeinick em Gante, onde se especializou na pintura de flores.
Na oficina de Capeinick, ela conheceu o pintor Rodolphe Wytsman. Ele foi um membro fundador da Les XX e a apresentou a esse círculo de artistas de vanguarda. Eles se casaram em 1886 e se mudaram para Linkebeek, perto de Bruxelas, em 1892. Durante a Primeira Guerra Mundial, eles fugiram da Bélgica e viveram em Roterdão, na Holanda.
Wytsman morreu em 8 de março de 1925, aos 58 anos, em Ixelles, na Bélgica.

## Pintura
Wytsman foi um pintor impressionista de paisagens e jardins.
Wytsman expôs seu trabalho no Palácio de Belas Artes da Exposição Colombiana do Mundo de 1893 em Chicago, Illinois.

O Museu Real de Belas Artes de Antuérpia, os Museus Reais de Belas Artes da Bélgica em Bruxelas, e o Museu de Belas Artes de Gante têm pinturas de Wytsman em suas coleções. 

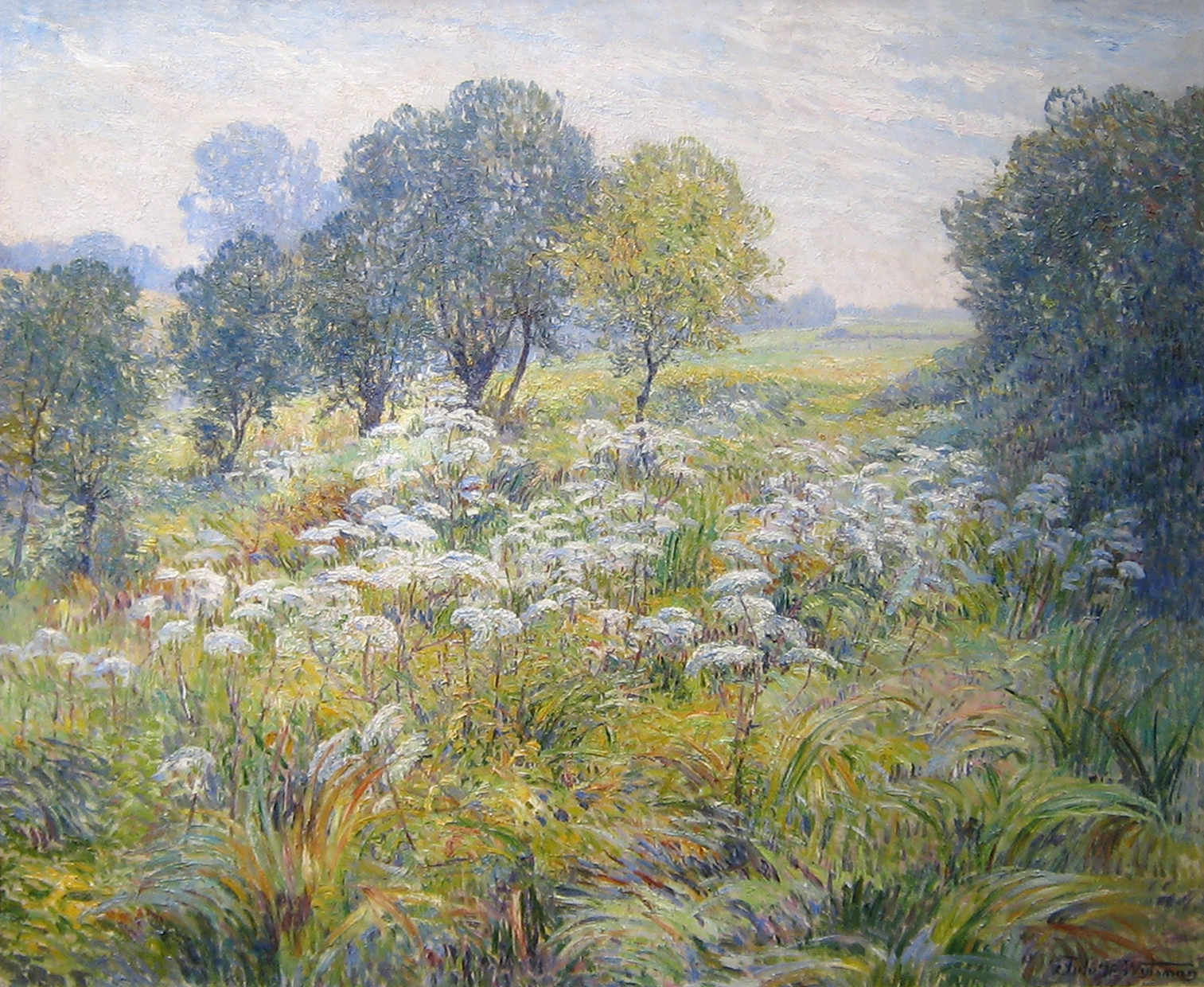
Spiraea
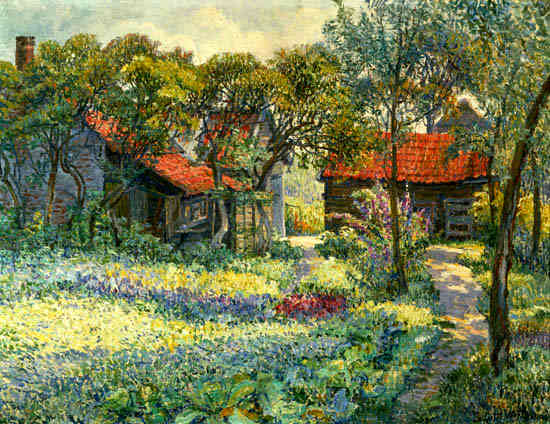
A horta
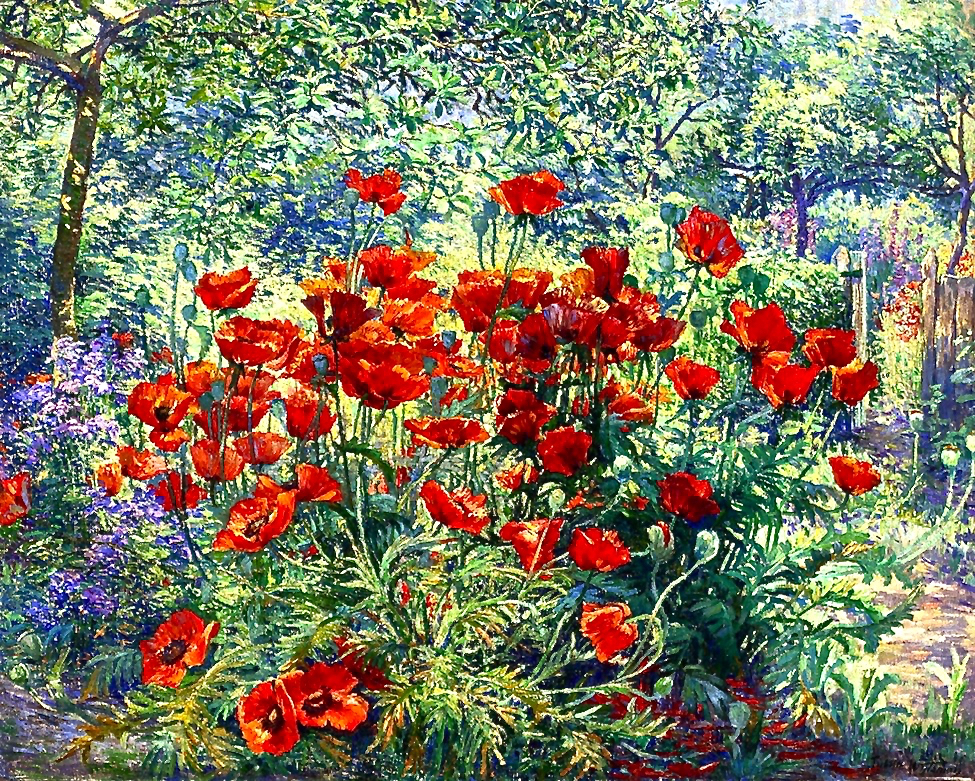
O jardim de flores